# Léon Braconnier
Léon Braconnier (Arlon, 7 de junio de 1850 - Bruselas, 10 de diciembre de 1935) fue un militar y explorador belga del África Central. 

## Biografía
Léon Henri Michel Braconnier, fue hijo del coronel Charles Braconnier y de Éléonore de Fourdrigney. Se casó con Marie-Thérèse Witdoeck, hija del pintor Pierre-Joseph Witdoeck, y tuvieron cuatro hijos.
En abril de 1869, ingresó en el ejército belga, siguiendo la tradición familiar. Fue movilizado durante la guerra franco-prusiana de 1870, en 1878 fue ascendido a teniente y asignado a un regimiento de carabineros, y en diciembre de 1880 fue ascendido a capitán.
Siguiendo el ejemplo de su hermano mayor, Charles-Marie de Braconnier, uno de los primeros colaboradores de Henry Morton Stanley, solicitó un compromiso con el Estado Libre del Congo. En agosto de 1887 llegó a la estación comercial de Luluabourg siendo nombrado su director en marzo de 1888, con el título de comisionado de distrito de Kasai.
Intensificó la ganadería y la agricultura, con el cultivo de arroz, maíz y sorgo, convirtiendo a Luluabourg en el centro de distribución de toda la región vecina. Trabajó para mejorar las condiciones de vida de los blancos y los negros, particularmente mediante la construcción de viviendas de ladrillo. También estableció los primeros impuestos en especie. Dos años después, regresó a Europa, en septiembre de 1890.
En junio de 1881, Braconnier regresó a África en una misión de estudio sobre cultivos tropicales a Angola y Benguela, misión que duró casi un año. Posteriormente, realizó otros viajes a países lejanos, como Irán.